# Armstrong Atlantic State University
La Armstrong Atlantic State University, nota anche come Armstrong Atlantic o Armstrong, o con la sigla AASU, è un'università pubblica statunitense, con sede a Savannah in Georgia.